# Giovanni Antonio Ruzzini
Giovanni Antonio Ruzzini (Venezia, 22 maggio 1713 – Butrinto, 17 giugno 1768) è stato un politico e diplomatico italiano, esponente dell'omonima famiglia patrizia veneziana.

## Biografia

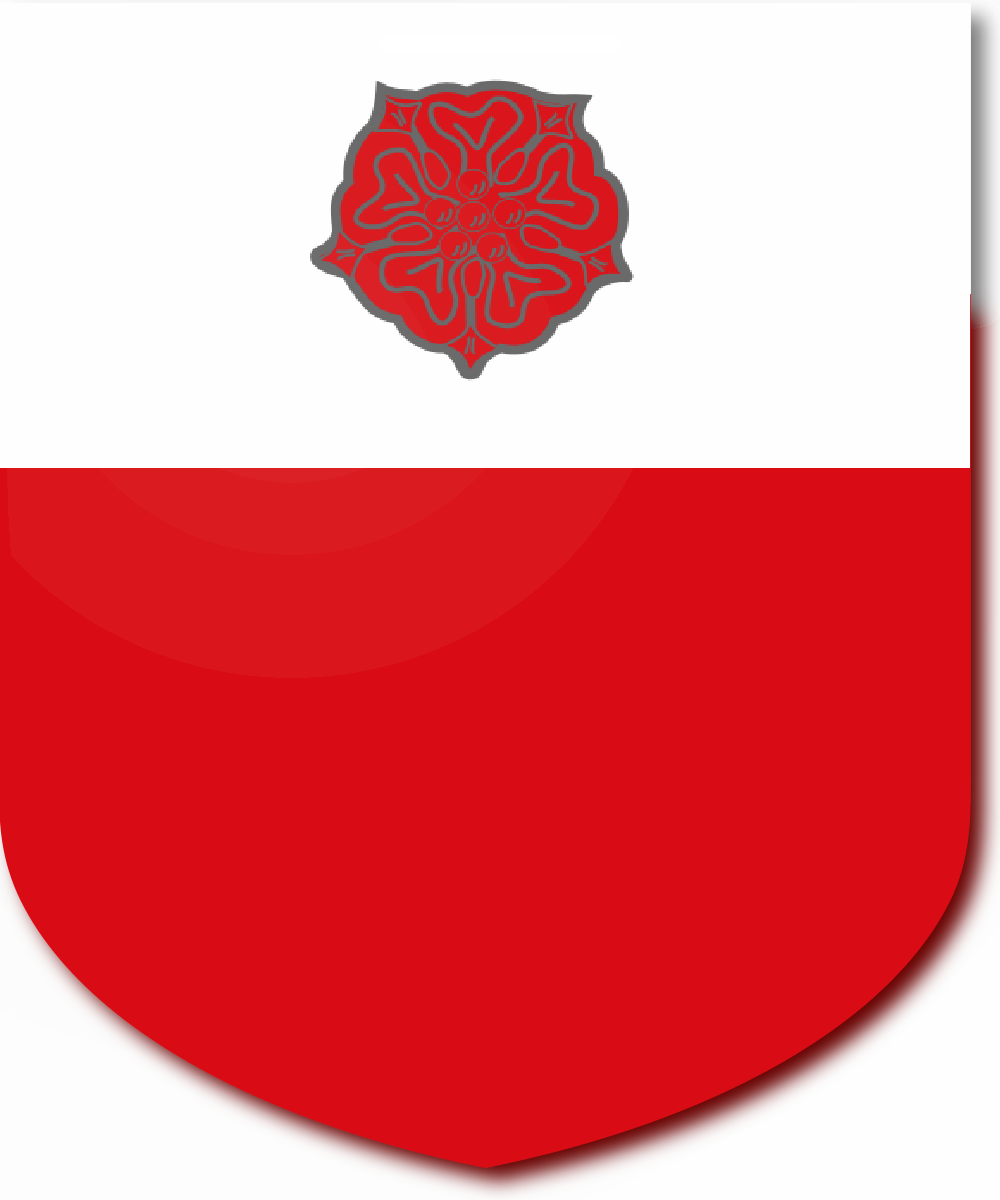
Stemma Ruzzini

Primogenito di Giovanni Antonio detto Marco e di Maria Nani. La sua carriera politica iniziò con un rettorato, ricoprendo la carica di podestà a Vicenza dal luglio 1739 fino alla fine di novembre 1740. Durante la sua permanenza inviò oltre cento dispacci al Consiglio dei Dieci, descrivendo prevalentemente situazioni locali d'ordine pubblico.
Tornato a Venezia, Ruzzini ottenne cariche di rango senatorio, diventando savio di Terraferma dal 1741 al 1748. Il 1º giugno 1746 sposò Arpalice Manin, sorella del futuro doge Ludovico, da cui ebbe un figlio (anche lui di nome Giovanni Antonio, sposato nel 1773 a Maria Gradenigo). 
Il 26 aprile 1749 fu eletto ambasciatore in Spagna, dove giunse il 15 agosto 1750. Durante i quattro anni trascorsi in Spagna, i suoi dispacci affrontarono questioni di minore rilevanza, come molestie di pirati e incidenti commerciali.
Rientrato a Venezia, fu eletto ambasciatore a Vienna l'11 settembre 1755, dove si occupò di questioni legate alla guerra dei sette anni. Ruzzini mostrò ammirazione per il re di Prussia, nonostante la necessità di mantenere un atteggiamento neutrale. Tornò a Venezia nel 1761 e, nel 1763, fu eletto bailo a Costantinopoli, ma raggiunse la sede solo nel marzo del 1765.
Durante il suo mandato a Costantinopoli, Ruzzini affrontò questioni minori; ma soprattutto fu afflitto da problemi di salute. Quando fu nominato come successore Girolamo Ascanio Giustinian, Ruzzini ottenne il permesso di rientrare nella sua Venezia. Tuttavia il 17 giugno 1768 morì nelle acque al largo di Butrinto. Fu sepolto a Venezia, nella chiesa degli Scalzi.